# فیرفیلد (ایلینوی)
فیرفیلد، ایلینوی (به انگلیسی: Fairfield, Illinois) یک شهر در ایالات متحده آمریکا با جمعیت ۵٬۴۲۱ نفر است که در ایلی‌نوی واقع شده‌است.

## موقعیت جغرافیایی
موقعیت جغرافیایی شهرها و مناطق اطراف به شرح زیر است: